# عاليم قاسموف

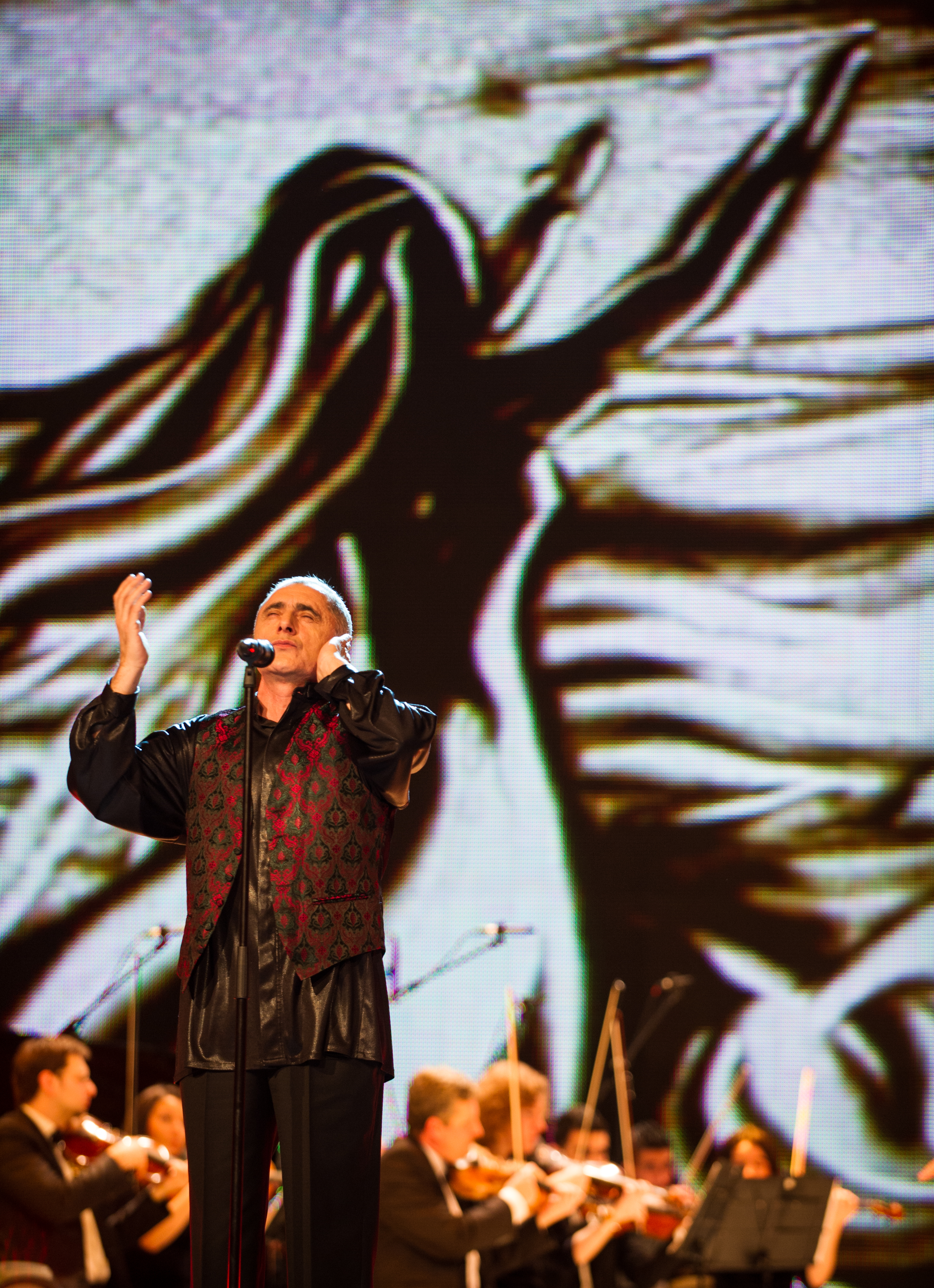
قاسموف في مسابقة يوروفيجن - 2012 م.

عليم قاسموف (و 1957 م) هو مغني أذربيجاني.
يعتبر من مريدي المنشد الباكستاني نصرت فتح علي خان. يشتهر بغناء المقامات التقليدية.

## روابط خارجية
- عاليم قاسموف على موقع IMDb (الإنجليزية)
- عاليم قاسموف على موقع ميوزك برينز (الإنجليزية)
- عاليم قاسموف على موقع أول ميوزيك (الإنجليزية)
- عاليم قاسموف على موقع ديسكوغز (الإنجليزية)